# إل بوهودون
بلدية إل بوهودون (بالإسبانية: El Bohodón) هي بلدية تقع في مقاطعة آبلة التابعة لمنطقة قشتالة وليون وسط إسبانيا.

## الديموغرافيا
يبلغ عدد سكان بلدية إل بوهودون 149 نسمة عام 2011 (وفقاً للمعهد الوطني للإحصاء الإسباني).
| 215 | 205 | 181 | 168 | 163 | 156 | 149 |